# Parc national Zuid-Kennemerland
Le parc national Zuid-Kennemerland (néerlandais : Nationaal Park Zuid-Kennemerland) est un parc national néerlandais, établi en 1995 et principalement composé de dunes et marais en bord de mer du Nord. Situé en province de Hollande-Septentrionale, à l'ouest de la ville de Haarlem, il s'étend sur les municipalités de Bloemendaal, Velsen et Zandvoort.
Le sud du Kennemerland est caractérisé par des dunes de sable. Le parc, d’une superficie d’environ 38 kilomètres carrés, comprend également des domaines, des forêts en bordure de dunes et des plages côtières.
En 2008, le parc a accueilli 1,8 million de visiteurs.

## Faune
Plus de 100 espèces d’oiseaux, ainsi que près de 20 espèces de papillons, ont été observées dans le parc.
Les mammifères principaux vivant dans le parc sont le daim, chevreuil, écureuil, hérisson d’Europe, lapin et renard roux. Les poneys des Shetland et des bœufs des Highlands y ont été introduits. Quelques bisons d'Europe ont été acclimatés en 2007. Le parc s’intéresse également à la possibilité d’une réintroduction de lynx dans le parc pour réguler les populations de cerfs. Le chacal doré pourrait également être concerné par une future réintroduction.

## Galerie

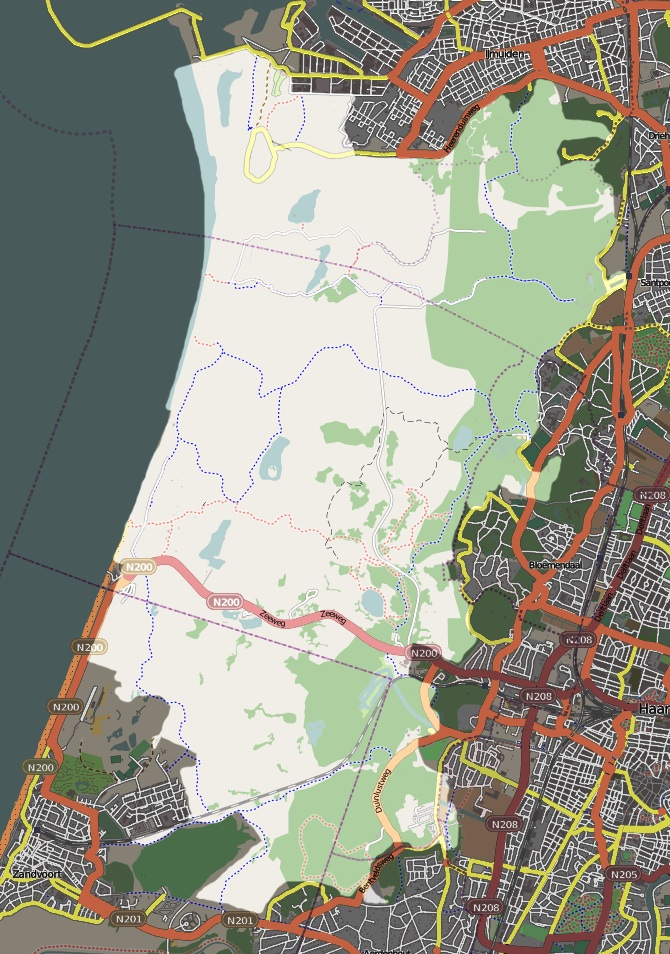
Plan du Zuid-Kennemerland.
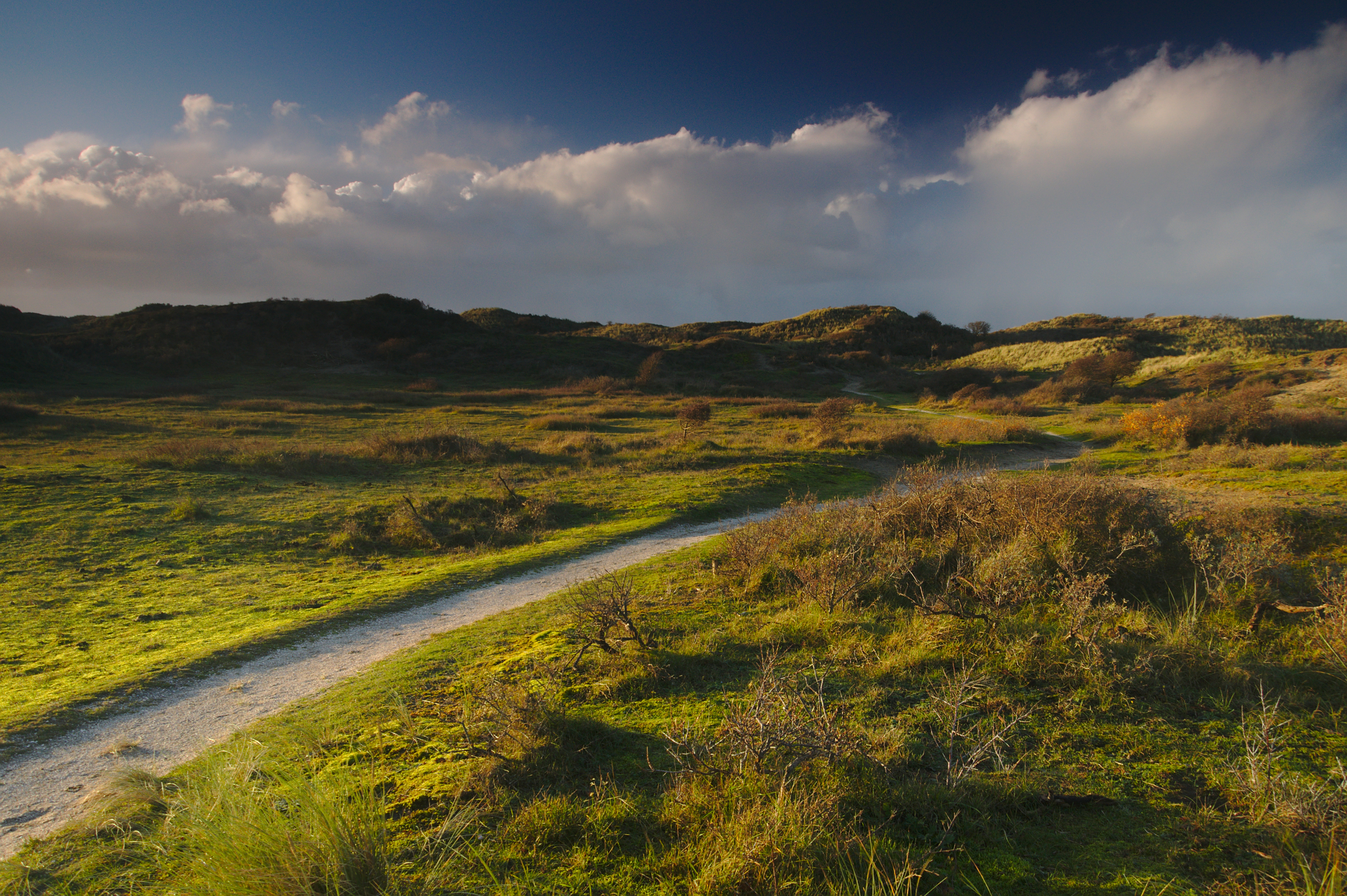
Dunes près de Zandvoort.
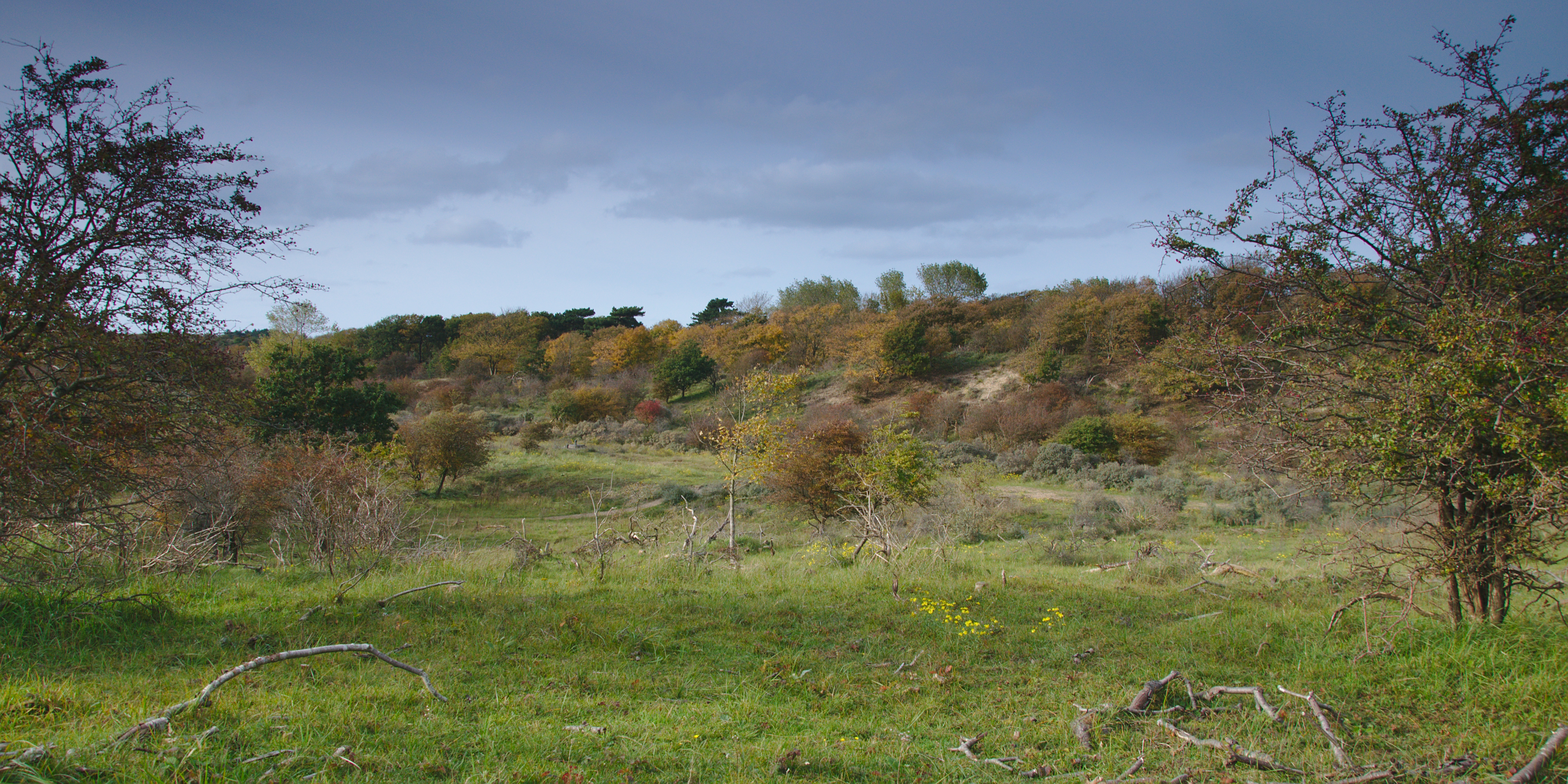
Petite végétation.
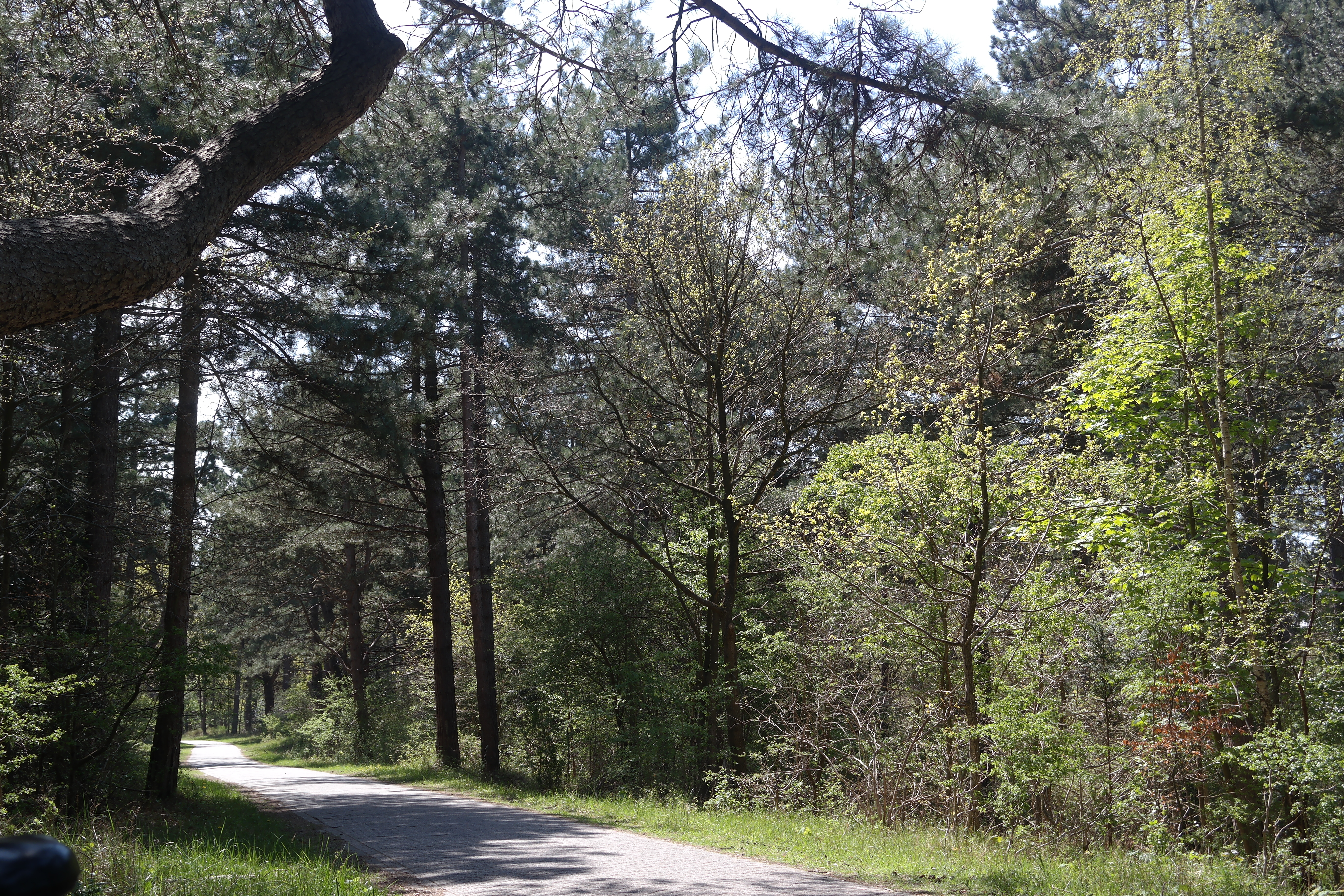
Partie boisée du parc.